# Delta del Po
Delta del Po este o arie protejată (arie de protecție specială avifaunistică — SPA) din Italia întinsă pe o suprafață de 25.012 ha, din care 1 % marine.

## Localizare
Centrul sitului Delta del Po este situat la coordonatele 44°56′30″N 12°16′04″E / 44.941775°N 12.267686°E.

## Înființare
Situl Delta del Po a fost declarat arie de protecție specială avifaunistică în februarie 2005 pentru a proteja 2 specii de plante și 66 de specii de animale.

## Biodiversitate
Situată în ecoregiunea continentală, aria protejată conține 20 de habitate naturale: Mlaștini calcaroase cu Cladium mariscus și specii de Caricion davallianae, Pajiștile Spartina (Spartinion maritimae), Lagune de coastă, Estuare, Pajiști umede mediteraneene cu ierburi înalte de Molinio-Holoschoenion, Bancuri de nisip acoperite în permanență slab de apă marină, Păduri aluvionare cu Alnus glutinosa și Fraxinus excelsior (Alno-Padion, Alnion incanae, Salicion albae), Galerii de Salix alba și de Populus alba, Dune cu Hyppophaë rhamnoides, Dune de coastă fixe cu vegetație erbacee („dune gri”), Salicornia și alte specii anuale care populează regiunile mlăștinoase și nisipoase, Dune împădurite cu Pinus pinea și/sau Pinus pinaster, Dune de coastă cu Juniperus spp., Dune mobile cu vegetație embrionară, Terase mlăștinoase și terase nisipoase neacoperite de apă la reflux, Dune mobile de-a lungul țărmului cu Ammophila arenaria („dune albe”), Pășuni mediteraneene udate de apa mării (Juncetalia maritimi), Păduri de Quercus ilex și Quercus rotundifolia, Vegetație anuală la limita mareei, Tufărișuri halofile mediteraneene și termo-atlantice (Sarcocornetea fruticosi).
La baza desemnării sitului se află mai multe specii protejate:
- plante (2): Kosteletzkya pentacarpos, Salicornia veneta
- păsări (58): lăcar mare (Acrocephalus arundinaceus), lăcar-de-mlaștină (Acrocephalus palustris), lăcar-de-lac (Acrocephalus scirpaceus), pescăruș albastru (Alcedo atthis), rață sulițar (Anas acuta), rață pitică (Anas crecca), rață mare (Anas platyrhynchos), egretă mare (Ardea alba), stârc cenușiu (Ardea cinerea), stârc roșu (Ardea purpurea), stârc galben (Ardeola ralloides), rață-cu-cap-castaniu (Aythya ferina), rața moțată (Aythya fuligula), buhai de baltă (Botaurus stellaris), bătăuș (Calidris pugnax), caprimulg (Caprimulgus europaeus), Cettia cetti, prundăraș de sărătură (Charadrius alexandrinus), chirighiță neagră (Chlidonias niger), erete de stuf (Circus aeruginosus), erete vânăt (Circus cyaneus), erete cenușiu (Circus pygargus), Cisticola juncidis, egretă mică (Egretta garzetta), presură de stuf (Emberiza schoeniclus), lișiță (Fulica atra), becațină comună (Gallinago gallinago), scoicar (Haematopus ostralegus), piciorong (Himantopus himantopus), stârc pitic (Ixobrychus minutus), sfrâncioc roșiatic (Lanius collurio), sfrânciocul cu frunte neagră (Lanius minor), pescăruș argintiu (Larus cachinnans), pescăruș râzător (Larus ridibundus), rață fluierătoare (Mareca penelope), rață pestriță (Mareca strepera), Mergus serrator, cormoran mic (Microcarbo pygmaeus), Numenius arquata arquata, stârc de noapte (Nycticorax nycticorax), Phalacrocorax carbo sinensis, Phoenicopterus ruber, ploier auriu (Pluvialis apricaria), ploier argintiu (Pluvialis squatarola), corcodel mare (Podiceps cristatus), corcodel-cu-gât-negru (Podiceps nigricollis), ciocântors (Recurvirostra avosetta), Spatula clypeata, rață cârâitoare (Spatula querquedula), chiră de baltă (Sterna hirundo), chiră mică (Sternula albifrons), silvie mediteraneană (Sylvia melanocephala), corcodel mic (Tachybaptus ruficollis), călifar alb (Tadorna tadorna), chiră de mare (Thalasseus sandvicensis), fluierar negru (Tringa erythropus), fluierarul cu picioare roșii (Tringa totanus), nagâț (Vanellus vanellus)
- amfibieni (1): Pelobates fuscus insubricus
- pești (6): sturion de adriatica (Acipenser naccarii), Alosa fallax, Knipowitschia panizzae, Lethenteron zanandreai, Petromyzon marinus, Pomatoschistus canestrinii
- reptile (1): țestoasa de baltă (Emys orbicularis)

Pe lângă speciile protejate, pe teritoriul sitului au mai fost identificate 28 de specii de plante, 1 specie de mamifere, 8 specii de nevertebrate.